# سئونگگئون-دونگ
سئونگگئون-دونگ (به لاتین: Seonggeon-dong) یک منطقهٔ مسکونی در کره جنوبی است که در گیونگجو واقع شده‌است.